# Family Circle Cup 2012 - Qualificazioni singolare
Le qualificazioni del singolare  del Family Circle Cup 2012 sono state un torneo di tennis preliminare per accedere alla fase finale della manifestazione. I vincitori dell'ultimo turno sono entrati di diritto nel tabellone principale. In caso di ritiro di uno o più giocatori aventi diritto a questi sono subentrati i lucky loser, ossia i giocatori che hanno perso nell'ultimo turno ma che avevano una classifica più alta rispetto agli altri partecipanti che avevano comunque perso nel turno finale.

## Giocatrici

### Teste di serie
1. Iveta Benešová (qualificata)
2. Alexandra Cadanțu (primo turno)
3. Eva Birnerová (primo turno)
4. Akgul Amanmuradova (qualificata)
5. Paula Ormaechea (qualificata)
6. Mirjana Lučić (qualificata)
7. Karolína Plíšková (qualificata)
8. Melinda Czink (qualificata)
9. Stefanie Vögele (qualificata)
10. Andrea Hlaváčková (ultimo turno)
11. Heather Watson (primo turno)
12. Chan Yung-jan (ultimo turno)

1. Jill Craybas (qualificata)
2. Mariana Duque Mariño (qualificata)
3. Estrella Cabeza Candela (ultimo turno
4. Caroline Garcia '(ultimo turno)
5. Kristýna Plíšková (ultimo turno)
6. Michelle Larcher de Brito (ultimo turno)
7. Camila Giorgi (qualificata)
8. Jaroslava Švedova (qualificata)
9. Tetjana Lužans'ka (primo turno, ritirata)
10. Petra Rampre (ultimo turno)
11. Julia Cohen (primo turno)
12. Dia Evtimova (primo turno)

### Qualificate
1. Iveta Benešová
2. Mariana Duque-Mariño
3. Jill Craybas
4. Akgul Amanmuradova
5. Paula Ormaechea
6. Mirjana Lučić

1. Karolína Plíšková
2. Melinda Czink
3. Stefanie Vögele
4. Jaroslava Švedova
5. Melanie Oudin
6. Camila Giorgi

## Tabellone qualificazioni

### 1ª sezione
|  | Primo turno | Primo turno       | Primo turno       | Primo turno | Primo turno |  |  | Ultimo turno | Ultimo turno      | Ultimo turno | Ultimo turno | Ultimo turno |  |
|  |             |                   |                   |             |             |  |  |              |                   |              |              |              |  |
|  | 1           | Iveta Benešová    | 6                 | 3           | 6           |  |  |              |                   |              |              |              |  |
|  |             | Andreja Klepač    | 4                 | 6           | 1           |  |  | 1            | Iveta Benešová    | 6            | 4            | 6            |  |
|  |             | Ekaterina Byčkova | Ekaterina Byčkova | 65          | 4           |  |  | 17           | Kristýna Plíšková | 1            | 6            | 3            |  |
|  | 17          | Kristýna Plíšková | Kristýna Plíšková | 7           | 6           |  |  |              |                   |              |              |              |  |

### 2ª sezione
|  | Primo turno | Primo turno              | Primo turno | Primo turno | Primo turno |  |  | Ultimo turno | Ultimo turno         | Ultimo turno         | Ultimo turno | Ultimo turno |  |
|  |             |                          |             |             |             |  |  |              |                      |                      |              |              |  |
|  | 2           | Alexandra Cadanțu        | 5           | 6           | 0           |  |  |              |                      |                      |              |              |  |
|  |             | Marta Domachowska        | 7           | 2           | 6           |  |  |              | Marta Domachowska    | Marta Domachowska    | 4            | 3            |  |
|  |             | Ol'ga Alekseevna Pučkova | 3           | 6           | 4           |  |  | 14           | Mariana Duque Mariño | Mariana Duque Mariño | 6            | 6            |  |
|  | 14          | Mariana Duque Mariño     | 6           | 3           | 6           |  |  |              |                      |                      |              |              |  |

### 3ª sezione
|  | Primo turno | Primo turno     | Primo turno    | Primo turno | Primo turno |  |  | Ultimo turno | Ultimo turno    | Ultimo turno    | Ultimo turno | Ultimo turno |  |
|  |             |                 |                |             |             |  |  |              |                 |                 |              |              |  |
|  | 3           | Eva Birnerová   | 7              | 1           | 2           |  |  |              |                 |                 |              |              |  |
|  |             | Madison Brengle | 612            | 6           | 6           |  |  |              | Madison Brengle | Madison Brengle | 3            | 1            |  |
|  |             | Abigail Spears  | Abigail Spears | 2           | 4           |  |  | 13           | Jill Craybas    | Jill Craybas    | 6            | 6            |  |
|  | 13          | Jill Craybas    | Jill Craybas   | 6           | 6           |  |  |              |                 |                 |              |              |  |

### 4ª sezione
|  | Primo turno | Primo turno        | Primo turno        | Primo turno | Primo turno |  |  | Ultimo turno | Ultimo turno       | Ultimo turno | Ultimo turno | Ultimo turno |  |
|  |             |                    |                    |             |             |  |  |              |                    |              |              |              |  |
|  | 4           | Akgul Amanmuradova | Akgul Amanmuradova | 6           | 6           |  |  |              |                    |              |              |              |  |
|  |             | Gail Brodsky       | Gail Brodsky       | 0           | 2           |  |  | 4            | Akgul Amanmuradova | 6            | 3            | 6            |  |
|  |             | Vladimíra Uhlířová | Vladimíra Uhlířová | 1           |             |  |  |              | Vladimíra Uhlířová | 3            | 6            | 4            |  |
|  | 21          | Tetjana Lužans'ka  | Tetjana Lužans'ka  | 1           | r           |  |  |              |                    |              |              |              |  |

### 5ª sezione
|  | Primo turno | Primo turno     | Primo turno     | Primo turno | Primo turno |  |  | Ultimo turno | Ultimo turno    | Ultimo turno    | Ultimo turno | Ultimo turno |  |
|  |             |                 |                 |             |             |  |  |              |                 |                 |              |              |  |
|  | 5           | Paula Ormaechea | Paula Ormaechea | 6           | 6           |  |  |              |                 |                 |              |              |  |
|  | WC          | Emily J Harman  | Emily J Harman  | 1           | 0           |  |  | 5            | Paula Ormaechea | Paula Ormaechea | 7            | 6            |  |
|  | WC          | Shelby Rogers   | 5               | 7           | 6           |  |  | WC           | Shelby Rogers   | Shelby Rogers   | 5            | 3            |  |
|  | 23          | Julia Cohen     | 7               | 5           | 3           |  |  |              |                 |                 |              |              |  |

### 6ª sezione
|  | Primo turno | Primo turno             | Primo turno | Primo turno | Primo turno |  |  | Ultimo turno | Ultimo turno            | Ultimo turno            | Ultimo turno | Ultimo turno |  |
|  |             |                         |             |             |             |  |  |              |                         |                         |              |              |  |
|  | 6           | Mirjana Lučić           | 3           | 6           | 6           |  |  |              |                         |                         |              |              |  |
|  | WC          | Simone Kalhorn          | 6           | 2           | 1           |  |  | 6            | Mirjana Lučić           | Mirjana Lučić           | 6            | 6            |  |
|  |             | Catalina Castaño        | 3           | 7           | 3           |  |  | 15           | Estrella Cabeza Candela | Estrella Cabeza Candela | 2            | 2            |  |
|  | 15          | Estrella Cabeza Candela | 6           | 5           | 6           |  |  |              |                         |                         |              |              |  |

### 7ª sezione
|  | Primo turno | Primo turno               | Primo turno               | Primo turno | Primo turno |  |  | Ultimo turno | Ultimo turno              | Ultimo turno              | Ultimo turno | Ultimo turno |  |
|  |             |                           |                           |             |             |  |  |              |                           |                           |              |              |  |
|  | 7           | Karolína Plíšková         | 6                         | 65          | 6           |  |  |              |                           |                           |              |              |  |
|  |             | Tamaryn Hendler           | 1                         | 7           | 3           |  |  | 7            | Karolína Plíšková         | Karolína Plíšková         | 6            | 6            |  |
|  |             | Alexandra Stevenson       | Alexandra Stevenson       | 2           | 3           |  |  | 18           | Michelle Larcher de Brito | Michelle Larcher de Brito | 4            | 2            |  |
|  | 18          | Michelle Larcher de Brito | Michelle Larcher de Brito | 6           | 6           |  |  |              |                           |                           |              |              |  |

### 8ª sezione
|  | Primo turno | Primo turno     | Primo turno     | Primo turno | Primo turno |  |  | Ultimo turno | Ultimo turno    | Ultimo turno | Ultimo turno | Ultimo turno |  |
|  |             |                 |                 |             |             |  |  |              |                 |              |              |              |  |
|  | 8           | Melinda Czink   | Melinda Czink   | 6           | 6           |  |  |              |                 |              |              |              |  |
|  | WC          | Hayley Carter   | Hayley Carter   | 1           | 1           |  |  | 8            | Melinda Czink   | 3            | 6            | 6            |  |
|  |             | Coco Vandeweghe | Coco Vandeweghe | 6           | 6           |  |  |              | Coco Vandeweghe | 6            | 4            | 0            |  |
|  | 24          | Dia Evtimova    | Dia Evtimova    | 4           | 3           |  |  |              |                 |              |              |              |  |

### 9ª sezione
|  | Primo turno | Primo turno     | Primo turno     | Primo turno | Primo turno |  |  | Ultimo turno | Ultimo turno    | Ultimo turno | Ultimo turno | Ultimo turno |  |
|  |             |                 |                 |             |             |  |  |              |                 |              |              |              |  |
|  | 9           | Stefanie Vögele | Stefanie Vögele | 6           | 6           |  |  |              |                 |              |              |              |  |
|  |             | Ani Mijačika    | Ani Mijačika    | 1           | 2           |  |  | 9            | Stefanie Vögele | 4            | 6            | 6            |  |
|  | WC          | Maria Sánchez   | Maria Sánchez   | 3           | 3           |  |  | 16           | Caroline Garcia | 6            | 4            | 2            |  |
|  | 16          | Caroline Garcia | Caroline Garcia | 6           | 6           |  |  |              |                 |              |              |              |  |

### 10ª sezione
|  | Primo turno | Primo turno         | Primo turno         | Primo turno | Primo turno |  |  | Ultimo turno | Ultimo turno      | Ultimo turno      | Ultimo turno | Ultimo turno |  |
|  |             |                     |                     |             |             |  |  |              |                   |                   |              |              |  |
|  | 10          | Andrea Hlaváčková   | Andrea Hlaváčková   | 6           | 6           |  |  |              |                   |                   |              |              |  |
|  |             | Kristina Mladenovic | Kristina Mladenovic | 2           | 4           |  |  | 10           | Andrea Hlaváčková | Andrea Hlaváčková | 65           | 5            |  |
|  |             | Jessica Pegula      | Jessica Pegula      | 4           | 0           |  |  | 20           | Jaroslava Švedova | Jaroslava Švedova | 7            | 7            |  |
|  | 20          | Jaroslava Švedova   | Jaroslava Švedova   | 6           | 6           |  |  |              |                   |                   |              |              |  |

### 11ª sezione
|  | Primo turno | Primo turno     | Primo turno     | Primo turno | Primo turno |  |  | Ultimo turno | Ultimo turno  | Ultimo turno  | Ultimo turno | Ultimo turno |  |
|  |             |                 |                 |             |             |  |  |              |               |               |              |              |  |
|  | 11          | Heather Watson  | 4               | 6           | 4           |  |  |              |               |               |              |              |  |
|  |             | Melanie Oudin   | 6               | 1           | 6           |  |  |              | Melanie Oudin | Melanie Oudin | 6            | 6            |  |
|  |             | Natalie Grandin | Natalie Grandin | 3           | 4           |  |  | 22           | Petra Rampre  | Petra Rampre  | 3            | 2            |  |
|  | 22          | Petra Rampre    | Petra Rampre    | 6           | 6           |  |  |              |               |               |              |              |  |

### 12ª sezione
|  | Primo turno | Primo turno   | Primo turno   | Primo turno | Primo turno |  |  | Ultimo turno | Ultimo turno  | Ultimo turno | Ultimo turno | Ultimo turno |  |
|  |             |               |               |             |             |  |  |              |               |              |              |              |  |
|  | 12          | Chan Yung-jan | 2             | 6           | 7           |  |  |              |               |              |              |              |  |
|  |             | Julia Boserup | 6             | 1           | 5           |  |  | 12           | Chan Yung-jan | 7            | 5            | 3            |  |
|  |             | Grace Min     | Grace Min     | 4           | 4           |  |  | 19           | Camila Giorgi | 65           | 7            | 6            |  |
|  | 19          | Camila Giorgi | Camila Giorgi | 6           | 6           |  |  |              |               |              |              |              |  |